# Culex pholeter
Culex pholeter is een muggensoort uit de familie van de steekmuggen (Culicidae). De wetenschappelijke naam van de soort is voor het eerst geldig gepubliceerd in 1967 door Bram & Rattanarithikul.